# Tallie Medel
Tallie Medel es una persona profesional de la actuación estadounidense.

## Primeros años
Medel nació y se crio en Ketchikan, Alaska, y estudió actuación y educación teatral en Emerson College.
Medel tiene ascendencia mexicana.

## Vida personal
Medel es de género no binario y usa los pronombres en inglés they/them y she/her.

## Filmografía

### Películas
| Año  | Título                            | Papel          | Notas             |
| ---- | --------------------------------- | -------------- | ----------------- |
| 2012 | The Unspeakable Act               | Jackie Kimball |                   |
| 2014 | Joy Kevin                         | Joy            |                   |
| 2014 | Uncertain Terms                   | Jean           |                   |
| 2015 | Stinking Heaven                   | Courtney       |                   |
| 2015 | Valedictorian                     | Kay            |                   |
| 2015 | Abby Singer/Songwriter            | Chica vampiro  |                   |
| 2016 | Little Sister                     | Bailarina      |                   |
| 2016 | The Arbalest                      | Sylvia Frank   |                   |
| 2017 | Sylvio                            | Maggie         |                   |
| 2018 | Notes on an Appearance            | Madeleine      |                   |
| 2018 | Jules of Light and Dark           | Maya           |                   |
| 2019 | Fourteen                          | Mara           |                   |
| 2020 | The Carnivores                    | Alice          | También guionista |
| 2022 | Everything Everywhere All at Once | Becky Sregor   |                   |

### Televisión
| Año        | Título                           | Papel     | Notas                                |
| ---------- | -------------------------------- | --------- | ------------------------------------ |
| 2012, 2018 | The Chris Gethard Show           | Varios    | 2 episodios                          |
| 2015       | Pursuit of Sexiness              | Bailarina | Episodio: "Homeless Garbage Monster" |
| 2015       | Inside Amy Schumer               | Frankie   | Episodio: "Babies & Bustiers"        |
| 2015–2018  | The Special Without Brett Davis  | Varios    | 7 episodios                          |
| 2017       | Rachel Dratch's Late Night Snack | Tallie    | Episodio: "MUTHA: I'm Not Invisible" |
| 2018       | Brooklynification                | Amy       | 2 episodios                          |